# Gourami géant
Osphronemus goramy
Espèce
Statut de conservation UICN

 LC : Préoccupation mineure
Le Gourami géant (Osphronemus goramy) est une espèce de poissons d'eau douce et saumâtre actinoptérygiens de la famille des Osphronemidae.

## Description
Ce gourami mesure en moyenne 45 cm de long et peut atteindre 70 cm. Il s'agit du plus grand représentant de sa famille.

Gros plan sur la tête d'un spécimen au Blue Reef Aquarium (en), au Royaume-Uni.
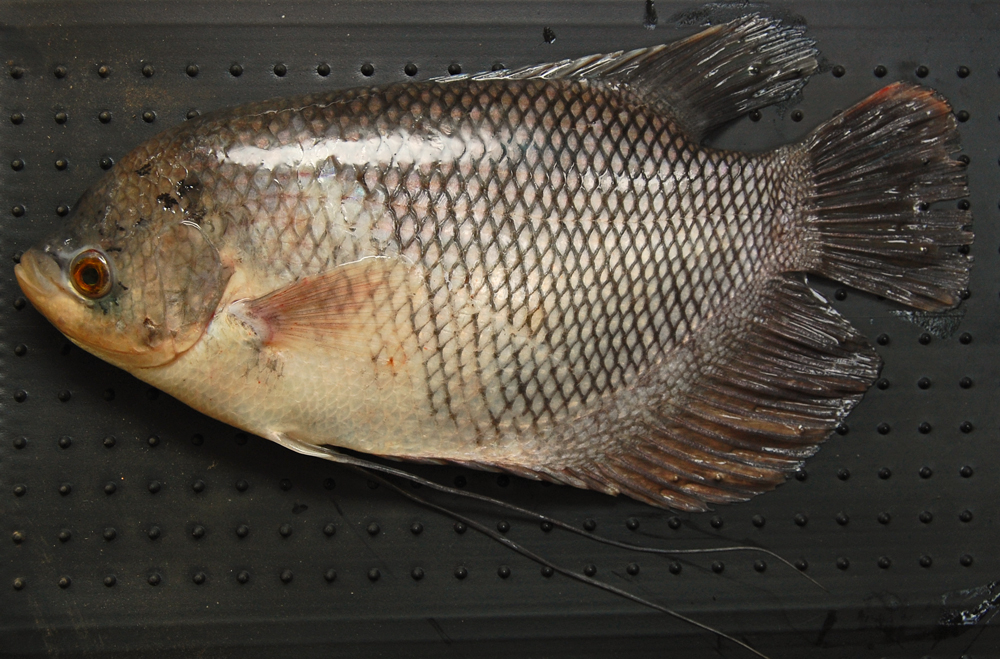
Un spécimen juvénile de 29,5 cm pêché à Bogor, en Indonésie.
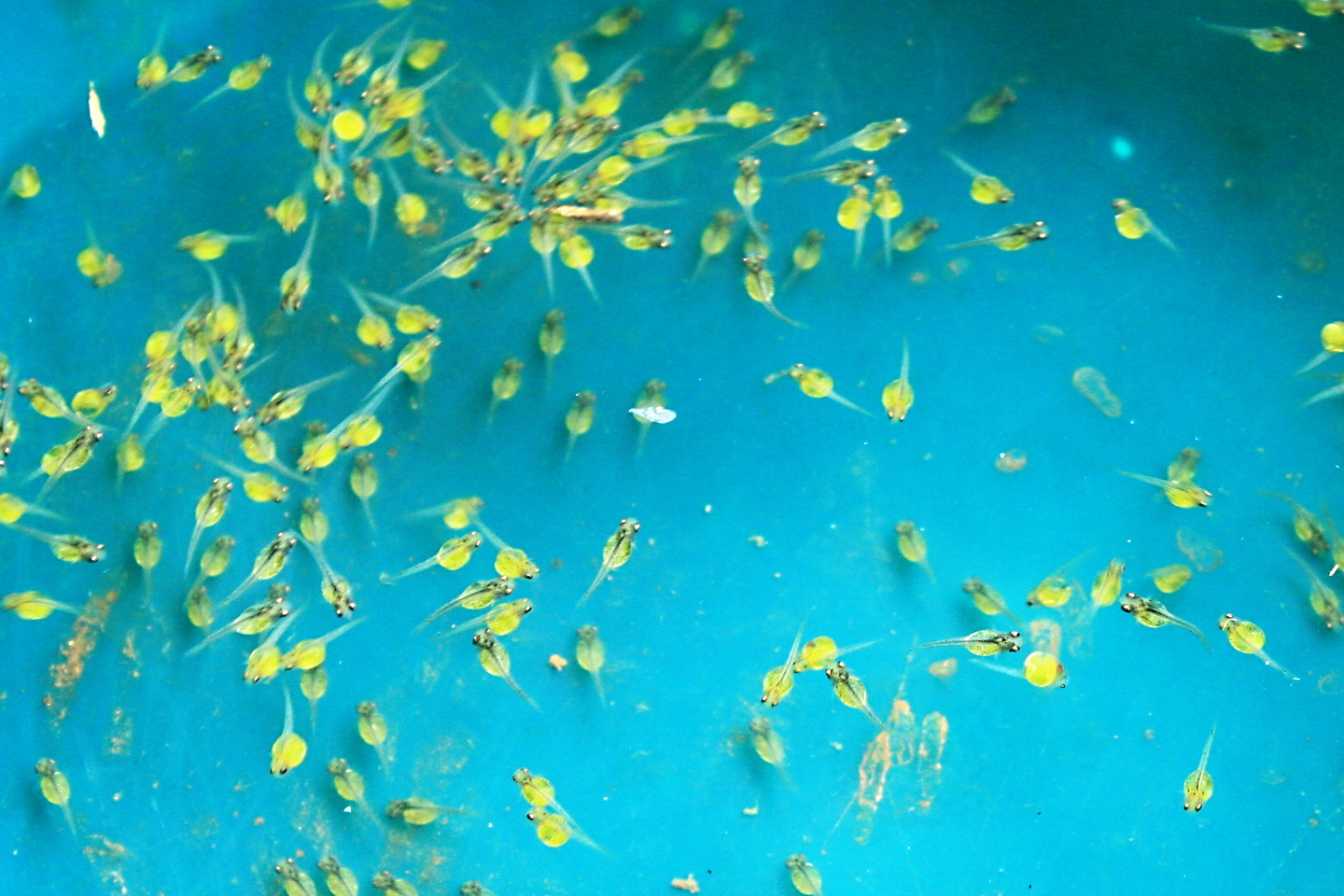
Des alevins de 1-2 jours en captivité.

## Répartition

Aire de répartition indigène du Gourami géant.

Ce poisson d'eau douce est endémique de l'Asie du Sud-Est. Il se rencontre dans les pays suivants : au Cambodge, en Indonésie (à Bornéo, à Java et à Sumatra), au Laos, en Malaisie, en Thaïlande et au Viêt Nam. Son statut d'espèce autochtone est incertain en Chine, en Malaisie et au Pakistan,.
Il a été introduit en Birmanie, à Célèbes, en Colombie, en Guyane, à Haïti, à Hong Kong, en Inde, au Japon, à Madagascar, en Martinique, à Maurice, en Nouvelle-Calédonie, en Papouasie-Nouvelle-Guinée, aux Philippines, à La Réunion, aux Seychelles, à Singapour, au Sri Lanka, au Suriname et à Taïwan,.

## Le Gourami géant et l'Homme
Le Gourami géant est considéré comme une « espèce de préoccupation mineure » par la liste rouge de l'UICN.
Il s'agit d'un important poisson commercial dans les pays d'Asie du Sud-Est, où il est utilisé dans l'alimentation et dans l'aquariophilie.

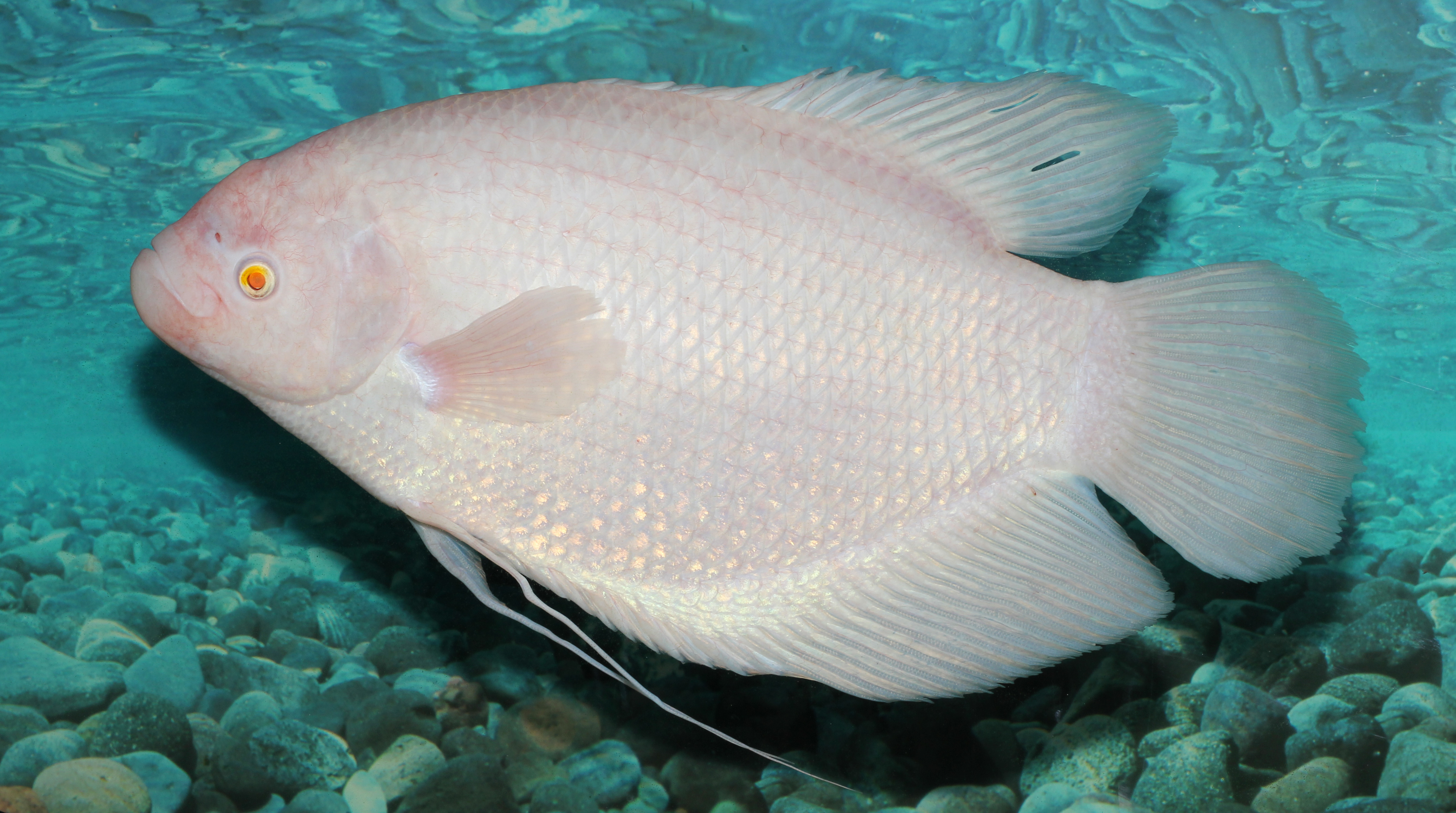
Un spécimen albinos en captivité.
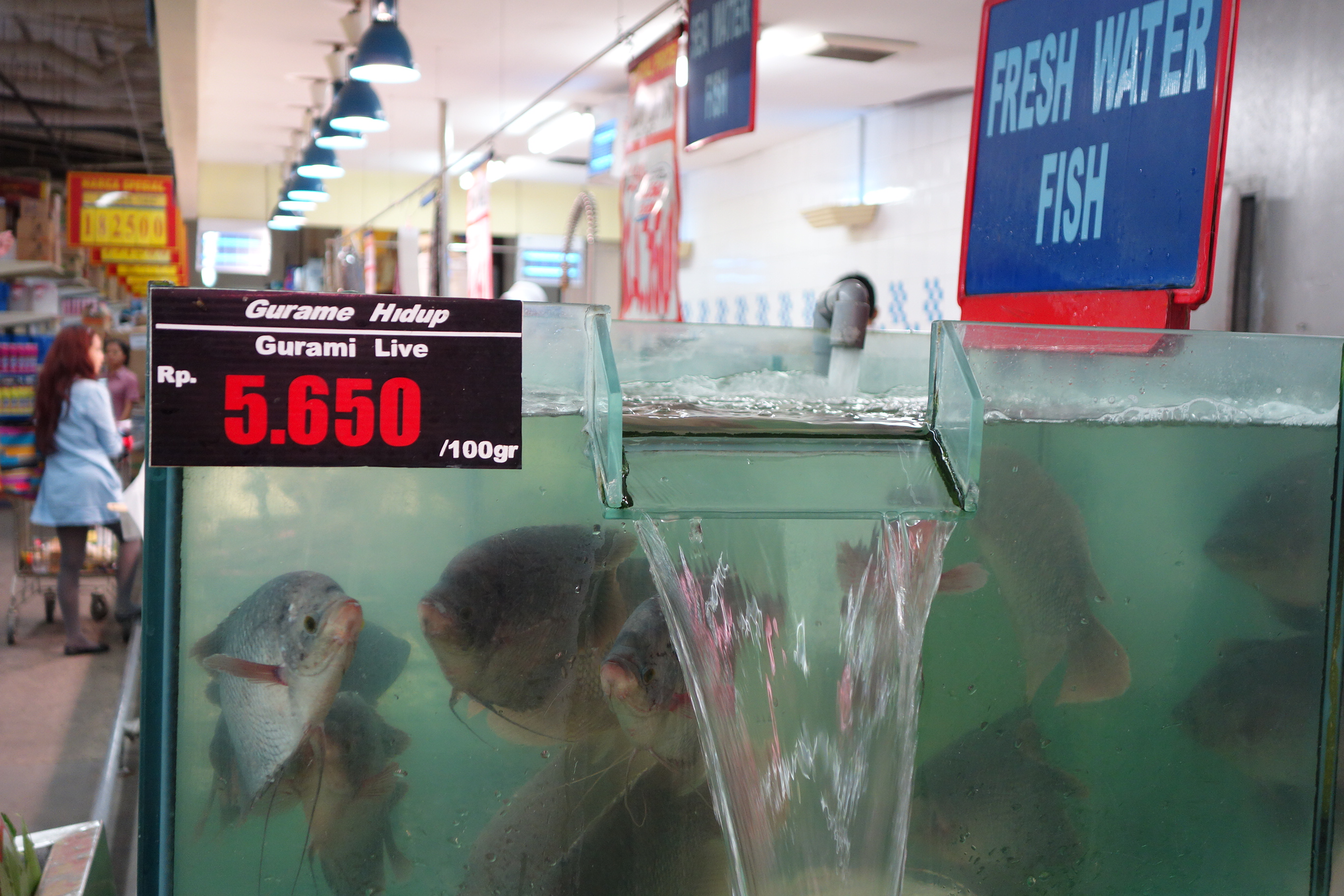
Des spécimens vivants en vente (en) dans un marché de Jakarta, en Indonésie.
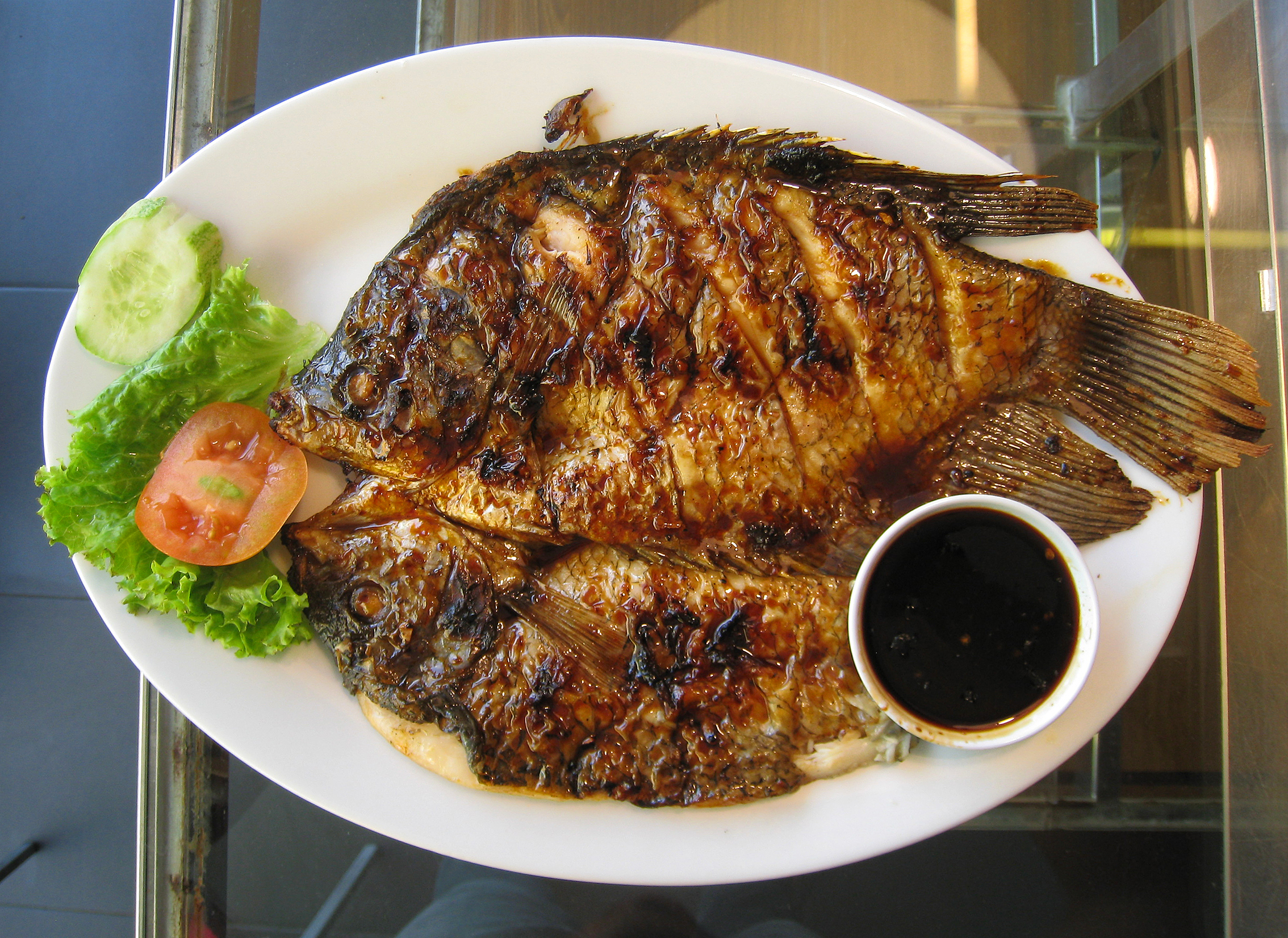
Le gurame bakar, une spécialité de poisson grillé (ja) accompagné d'une sauce soja sucrée (en), servie ici dans un restaurant de Jakarta.

## Taxonomie
Cette espèce a été décrite en 1801 par le zoologiste français Bernard-Germain de Lacépède.

### Dénomination
Le nom vulgaire attesté en français est « Gourami géant »,.

### Étymologie
Son épithète spécifique, goramy, est supposée dériver du malais et du javanais gurami utilisé pour désigner ce poisson.

### Publication originale
- Bernard-Germain de Lacépède, Histoire naturelle des poissons, t. quatrième, Paris, Plassan, imprimeur-libraire, 1801, 813 p. (lire en ligne). Protologue d'Osphronemus goramy.